# Floyd Hamilton
Floyd Garland Hamilton (Oklahoma, 21 marzo 1913 – San Francisco, 13 aprile 1943) è stato un criminale statunitense.
Hamilton lavorò per la compagnia criminale Bonnie & Clyde, di Clyde Barrow e Bonnie Parker, conducendo una serie di crimini; scoperto, Hamilton fu arrestato e mandato ad Alcatraz nel 1934, quando Barrow e Parker, anch'essi scoperti dalle forze dell'ordine, furono condannati a morte.
Il 13 aprile 1943, Floyd Hamilton con James Boarman, Harold Brest, Fred Hunter e altri tre carcerati, tentarono di scappare da Alcatraz. Boarman, Brest e altri due carcerati furono uccisi dalle guardie di vedetta. Mentre Hamilton era in acqua, perdeva molto sangue, a causa un precedente incidente; riportò diverse ferite sul corpo tanto che non riuscì più a nuotare. Hunter decise di abbandonare la fuga e ne approfittò per portare con sé l'ormai morente Hamilton, nascondendolo in una grotta dell'isola. Hunter fu ripreso, mentre il cadavere di Hamilton fu ritrovato il giorno dopo.